# ブランディング (企業)
株式会社ブランディング（BRANDING,Inc.）は、20代-30代前半をメインとした女性向けケータイメディア『girlswalker.com（ガールズウォーカー）』事業、ヤフーとの提携事業で始まったPC向け通販サイト『fashionwalker.com（ファッションウォーカー）』事業、日本最大級のファッションフェスタとして銘打ち開催されたファッション販売イベント『東京ガールズコレクション（TGC）』のイベント企画･･など、F1層と呼ばれる20〜30代の若い女性市場を中心にクロスメディアで展開しているブランディング事業の企画運営会社。
日本で初めて携帯電話での洋服を販売したモバイルコマース企業として注目されたほか、代官山駅ビルにオーガニックコスメのセレクトショップ「Cosme Kitchen」やネイルサロン「Tou Soleile」、ファッションブランド「Gilfy」「Joias」、米国ロサンゼルスの人気セレクトショップ&ブランド「kitson（キットソン）」を国内で仕掛けるなど、若年層へ影響力を持っていた。
また、「花宵ロマネスク」、「クラノア」等の携帯電話専用の女性向け恋愛アドベンチャーゲームも配信した。2009年の連結売上高は200億円を超す。2010年末にグループ関連事業を売却。

## 沿革
- 1999年11月 - 株式会社ゼイヴェルとして設立。
- 2006年10月 - 同年限りで現役引退予定の北海道日本ハムファイターズ所属プロ野球選手・新庄剛志のメモリアルグッズを販売するモバイルショップをgirlswalker.com内に開設[2]。
- 2008年1月 - クレジットカード「gカード」を、JCB・三井住友カード株式会社の提携カードとして発行開始。
- 2008年10月1日 - 商号を「株式会社ブランディング」に変更[3]。
- 2009年5月29日 - 関連会社の株式会社ファッションウォーカー(設立:2005年8月、資本金:1239百万円、所在地:東京都港区西麻布2-11-2、代表:大浜史太郎[4])と統合[5]。

その後、ファッションウォーカーは2011年10月にアパレル大手のワールドに売却したほか、東京ガールズコレクション（日本国内）を運営していた連結子会社の株式会社F1メディアも売却。